# Ой з-за гори Креміної
«Ой, з-за гори Креміної» — маланкова пісня.
У святкуванні «Маланки» відчувається відгомін язичницького аграрного культу родючості. Обрядово-магічні дії покликані сприяти, з одного боку, процвітанню, багатству, а, з іншого, шлюбним відносинам. Власне, у маланкових піснях землеробський акт розуміється як процес запліднення і народження всього живого.
Маланка і Василь, що згадуються у пісні, — святі Меланія і Василій, пам’ять про яких церква вшановує 13 і 14 січня, тобто, за юліанським календарем, у дні завершення старого і початку нового річного кола. Відтак, образи цих святих у народній свідомості перетворилися на стійку пару, що символізує собою  зв'язок чоловічого і жіночого начал.

## Текст
| Ой з-за гори, з-зі Кремінної Зійшов місяць ще й з зорою Зійшов місяць ще й зора ясна Наша Маланка качура пасла Пасла-пасла тай загубила В чистім полю заблудила Приблудила в чистеє поле А там Василь плужком оре Плужком оре жито сіє За ним жито зеленіє Ой Василю-Василечку Виведи мене на доріжечку Виведи мене на дорожечку Посію тебе я в городечку Буду я тебе шанувати Три рази на день поливати | Три рази на день поливати Щосуботи проривати Щосуботи проривати За русу косу закладати Руса коса до пояса Розчесана до волоса За поясом червона квітка Наша Маланка гарная дівка Якби Маланка совість мала Вона б до хати нас забрала Вона б до хати нас забрала Четверть горілки на стіл поклала Четверть горілки пару колачів Пару колачів дівку в додачі |